# Bahnstrecke Děčín–Jedlová
| Kursbuchstrecke (SŽ): | 081                                |                                                         |                                                         |
| Streckenlänge: | 40,410 km                          |                                                         |                                                         |
| Spurweite: | 1435 mm (Normalspur)               |                                                         |                                                         |
| Streckenklasse: | C2 / C4                            |                                                         |                                                         |
| Stromsystem: | Děčín nákl.n.–Děčín východ: 3 kV = |                                                         |                                                         |
| Streckengeschwindigkeit: | 70 km/h                            |                                                         |                                                         |
| Zweigleisigkeit: | Děčín nákl.n.–Děčín hl.n.          |                                                         |                                                         |
| |                                    |                                                         |                                                         |
| \| \| \| von Praha (vorm. Nördliche Staatsbahn) \| \| \| \| 0,000 \| Děčín nákladní nádraží früher Rosawitz \| 135 m \| \| \| 1,590 \| Děčín hlavní nádraží früher Bodenbach \| 135 m \| \| \| \| nach Dresden-Neustadt (vorm. K. Sächs. Sts. E. B.) \| \| \| \| \| Elbbrücke \| \| \| \| \| Anschluss Elbhafen \| \| \| \| \| Silnice I/13 \| \| \| \| 3,533 \| Děčín východ horní nádraží früher Tetschen Nordbahnhof \| 140 m \| \| \| \| Ploučnice \| \| \| \| \| Verbindungsbahn nach Děčín východ dolní n. (vorm. ÖNWB) \| \| \| \| \| Kolín–Děčín \| \| \| \| 5,796 \| Březiny u Děčína (Blockstelle) \| 155 m \| \| \| 7,973 \| Hr. Soutěska \| Hr. Soutěska \| \| \| 9,078 \| Malá Veleň früher Klein Wöhlen \| 180 m \| \| \| 9,80 \| Hr. Dolina \| Hr. Dolina \| \| \| 11,711 \| Benešov nad Ploučnicí früher Bensen \| 195 m \| \| \| \| nach Česká Lípa (vorm. BNB) \| \| \| \| \| Ploučnice \| \| \| \| 14,348 \| Dolní Habartice früher Niederebersdorf \| 225 m \| \| \| 17,089 \| Markvartice früher Markersdorf \| 265 m \| \| \| 20,089 \| Veselé pod Rabštejnem früher Rabstein (ehem. Bf) \| 300 m \| \| \| 24,950 \| Česká Kamenice früher Böhmisch Kamnitz \| 320 m \| \| \| \| nach Kamenický Šenov (vorm. BNB) \| \| \| \| 26,638 \| Horní Kamenice früher Oberkamnitz \| 330 m \| \| \| 31,960 \| Mlýny früher Hillemühl \| 405 m \| \| \| 34,645 \| Kytlice früher Kittlitz \| 445 m \| \| \| \| von Bakov nad Jizerou (vorm. BNB) \| \| \| \| 40,410 \| Jedlová früher Tannenberg \| 545 m \| \| \| \| nach Ebersbach (Sachs) (vorm. BNB) \| \| \| \| \| \| \| \| Quellen: [1][2] \| \| \| \| |                                    |                                                         |                                                         |
| Strecke |                                    | von Praha (vorm. Nördliche Staatsbahn)                  | von Praha (vorm. Nördliche Staatsbahn)                  |
| Dienststation / Betriebs- oder Güterbahnhof | 0,000                              | Děčín nákladní nádraží früher Rosawitz                  | 135 m                                                   |
| Bahnhof | 1,590                              | Děčín hlavní nádraží früher Bodenbach                   | 135 m                                                   |
| Abzweig geradeaus und nach links |                                    | nach Dresden-Neustadt (vorm. K. Sächs. Sts. E. B.)      | nach Dresden-Neustadt (vorm. K. Sächs. Sts. E. B.)      |
| Brücke über Wasserlauf |                                    | Elbbrücke                                               | Elbbrücke                                               |
| Abzweig geradeaus und ehemals von links |                                    | Anschluss Elbhafen                                      | Anschluss Elbhafen                                      |
| Strecke mit Straßenbrücke |                                    | Silnice I/13                                            | Silnice I/13                                            |
| Bahnhof | 3,533                              | Děčín východ horní nádraží früher Tetschen Nordbahnhof  | 140 m                                                   |
| Brücke über Wasserlauf |                                    | Ploučnice                                               | Ploučnice                                               |
| Abzweig geradeaus und nach links |                                    | Verbindungsbahn nach Děčín východ dolní n. (vorm. ÖNWB) | Verbindungsbahn nach Děčín východ dolní n. (vorm. ÖNWB) |
| Kreuzung geradeaus unten |                                    | Kolín–Děčín                                             | Kolín–Děčín                                             |
| Haltepunkt / Haltestelle | 5,796                              | Březiny u Děčína (Blockstelle)                          | 155 m                                                   |
| Blockstelle | 7,973                              | Hr. Soutěska                                            | Hr. Soutěska                                            |
| Haltepunkt / Haltestelle | 9,078                              | Malá Veleň früher Klein Wöhlen                          | 180 m                                                   |
| Blockstelle | 9,80                               | Hr. Dolina                                              | Hr. Dolina                                              |
| Bahnhof | 11,711                             | Benešov nad Ploučnicí früher Bensen                     | 195 m                                                   |
| Abzweig geradeaus und nach rechts |                                    | nach Česká Lípa (vorm. BNB)                             | nach Česká Lípa (vorm. BNB)                             |
| Brücke über Wasserlauf |                                    | Ploučnice                                               | Ploučnice                                               |
| Haltepunkt / Haltestelle | 14,348                             | Dolní Habartice früher Niederebersdorf                  | 225 m                                                   |
| Bahnhof | 17,089                             | Markvartice früher Markersdorf                          | 265 m                                                   |
| Haltepunkt / Haltestelle | 20,089                             | Veselé pod Rabštejnem früher Rabstein (ehem. Bf)        | 300 m                                                   |
| Bahnhof | 24,950                             | Česká Kamenice früher Böhmisch Kamnitz                  | 320 m                                                   |
| Abzweig geradeaus und nach rechts |                                    | nach Kamenický Šenov (vorm. BNB)                        | nach Kamenický Šenov (vorm. BNB)                        |
| Haltepunkt / Haltestelle | 26,638                             | Horní Kamenice früher Oberkamnitz                       | 330 m                                                   |
| Bahnhof | 31,960                             | Mlýny früher Hillemühl                                  | 405 m                                                   |
| Haltepunkt / Haltestelle | 34,645                             | Kytlice früher Kittlitz                                 | 445 m                                                   |
| Abzweig geradeaus und von rechts |                                    | von Bakov nad Jizerou (vorm. BNB)                       | von Bakov nad Jizerou (vorm. BNB)                       |
| Bahnhof | 40,410                             | Jedlová früher Tannenberg                               | 545 m                                                   |
| Strecke |                                    | nach Ebersbach (Sachs) (vorm. BNB)                      | nach Ebersbach (Sachs) (vorm. BNB)                      |
| |                                    |                                                         |                                                         |
| Quellen: |                                    |                                                         |                                                         |

Die Bahnstrecke Děčín–Jedlová ist eine Eisenbahnverbindung in Tschechien, die ursprünglich von der k.k. priv. Böhmischen Nordbahn (BNB) errichtet und betrieben wurde. Sie zweigt in Děčín (Bodenbach) von der Bahnstrecke Praha–Děčín ab und führt über Benešov nad Ploučnicí (Bensen) und Česká Kamenice (Böhmisch Kamnitz) nach Jedlová (Tannenberg), wo sie in die Bahnstrecke Bakov nad Jizerou–Ebersbach einmündet. 
Zwischen Děčín und Benešov nad Ploučnicí ist die Strecke als gesamtstaatliche Bahn („celostátní dráha“) klassifiziert und Teil der Fernverbindung von Ústí nad Labem nach Liberec. Zwischen Benešov nad Ploučnicí und Jedlová wurde sie zur regionalen Bahn („regionální dráha“) abgestuft.

## Geschichte
- Siehe auch Hauptartikel: Böhmische Nordbahn

### Vorgeschichte und Bau
Am 6. Oktober 1865 wurde per Reichsgesetzblatt die Konzession zum Baue und Betriebe einer Locomotiveisenbahn mit der Benennung „Böhmische Nordbahn“ erteilt. Neben der Hauptverbindung von Bakow über Böhmisch Leipa nach Rumburg waren gleichzeitig auch die Strecken von Bodenbach nach Warnsdorf bzw. Böhmisch Leipa genehmigt worden. Während die Strecke Bakow–Böhmisch Leipa bis 1867 fertiggestellt wurde, verzögerte sich der Bau der Verbindungen Bodenbach–Warnsdorf und Böhmisch Leipa–Rumburg wegen des Deutschen Krieges allerdings um mehrere Jahre.
Erst nach dem Krieg konnten die Arbeiten als Notstandsarbeit wieder aufgenommen werden. Im Lausitzer Gebirge war die Anlage mehrerer tiefer Einschnitte notwendig. Der Bau von Tunneln und größeren Brücken konnte allerdings durch eine geschickte Trassierung entlang der Bergflanken vermieden werden. Zwischen Tannenberg und Kreibitz-Teichstatt erhielt die Strecke eine gemeinsame Trasse mit der gleichzeitig erbauten Verbindung Böhmisch Leipa–Rumburg. Auf die Anlage eines zweiten Gleises wurde dort allerdings verzichtet.
Eröffnet wurde die Strecke am 6. Januar 1869.

### Böhmische Nordbahn
1871 stellten die Kgl. Sächsischen Staatseisenbahnen die Fortsetzung der Strecke bis Zittau fertig. Damit bestand mit einem Umweg über sächsische Strecken nunmehr ein durchgehender Schienenweg im Norden Böhmens von Eger bis Reichenberg.

### Nach der Verstaatlichung
Nach der Verstaatlichung der BNB ging die Strecke am 1. Januar 1908 an die k.k. österreichischen Staatsbahnen kkStB über. Nach dem Ersten Weltkrieg traten an deren Stelle die neu gegründeten Tschechoslowakischen Staatsbahnen ČSD. Deren erster Fahrplan von 1919 sah nur zwei Zugpaare über die Gesamtstrecke vor, die von und nach Warnsdorf durchgebunden wurden. Zwei weitere Zugpaare verkehrten nur zwischen Bodenbach und Böhmisch Kamnitz. Die Fahrzeit von Bodenbach bis Tannenberg betrug bergwärts fast zwei Stunden.
Nach der Angliederung des Sudetenlandes an Deutschland zum 1. Oktober 1938 kam die Strecke zur Deutschen Reichsbahn, Reichsbahndirektion Dresden. Im Reichskursbuch war die Verbindung nun als KBS 162c Bodenbach–Warnsdorf enthalten. Nach dem Ende des Zweiten Weltkriegs kam die Strecke wieder zu den ČSD.

### Nach dem Zweiten Weltkrieg

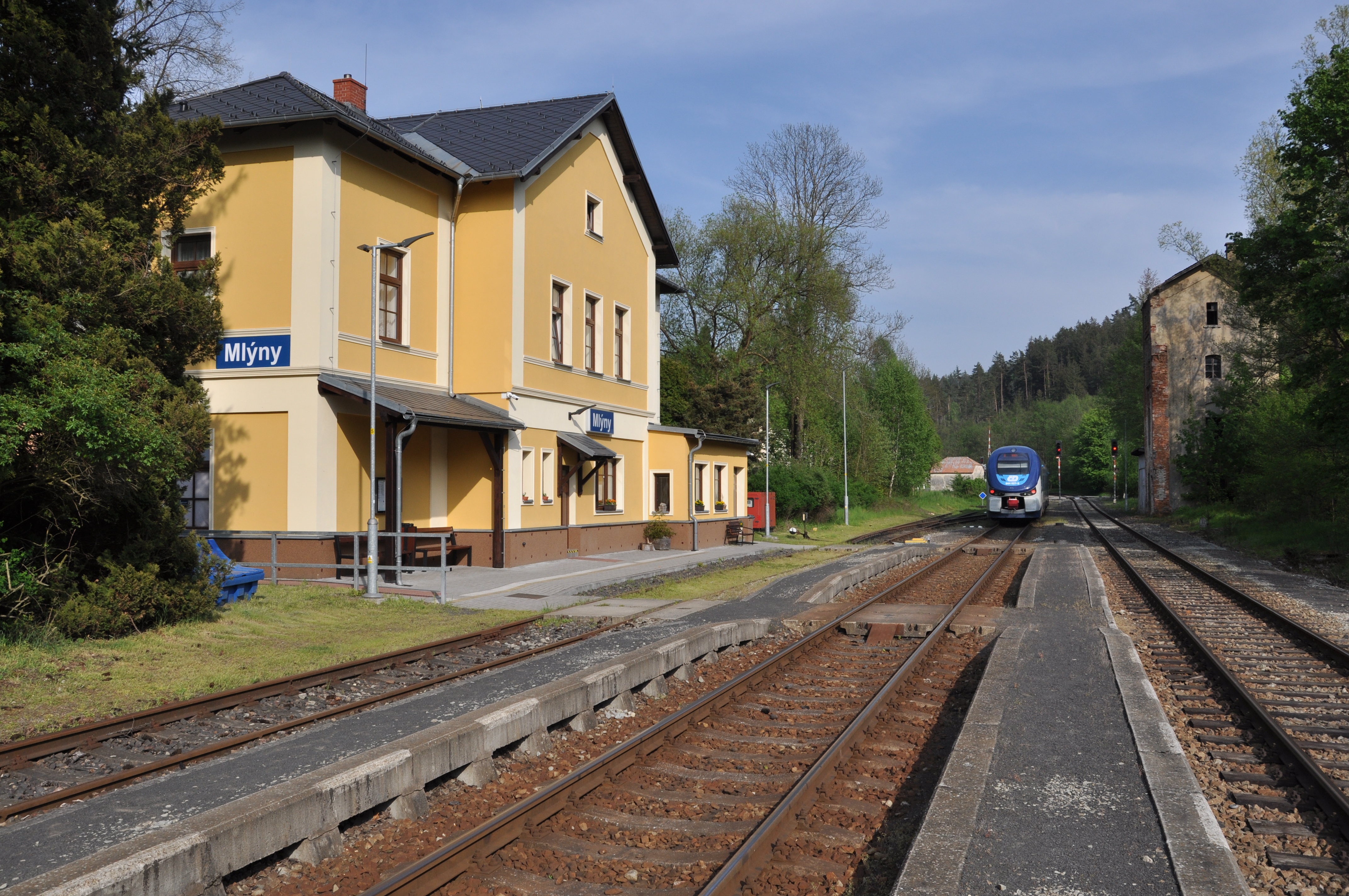
Bahnhof Mlýny (2023)

Am 1. Januar 1993 ging die Strecke im Zuge der Auflösung der Tschechoslowakei an die neu gegründeten České dráhy (ČD) über.  Seit 2003 gehört sie zum Netz des staatlichen Infrastrukturbetreibers Správa železniční dopravní cesty (SŽDC).
Bis 2003 verkehrten über die Strecke auch Fernverkehrszüge. Über Jahrzehnte gab es einen durchgehenden Schnellzug von Pilsen über Děčín–Varnsdorf–Zittau nach Liberec. Heute wird die Strecke nur noch von Nahverkehrszügen in der Relation Děčín–Rumburk bedient.
Zwischen Děčín und Rumburk besteht ein zweistündlicher Taktfahrplan, der werktags zwischen Děčín und Česká Kamenice zu einem Stundentakt verdichtet ist. Eine früher teilweise übliche Durchbindung der Züge bis Liberec besteht nicht mehr.
Die Elektrifizierung der Strecke ist im Rahmen der Dekarbonisierung des Eisenbahnbetriebs bis 2032 vorgesehen.

## Fahrzeugeinsatz

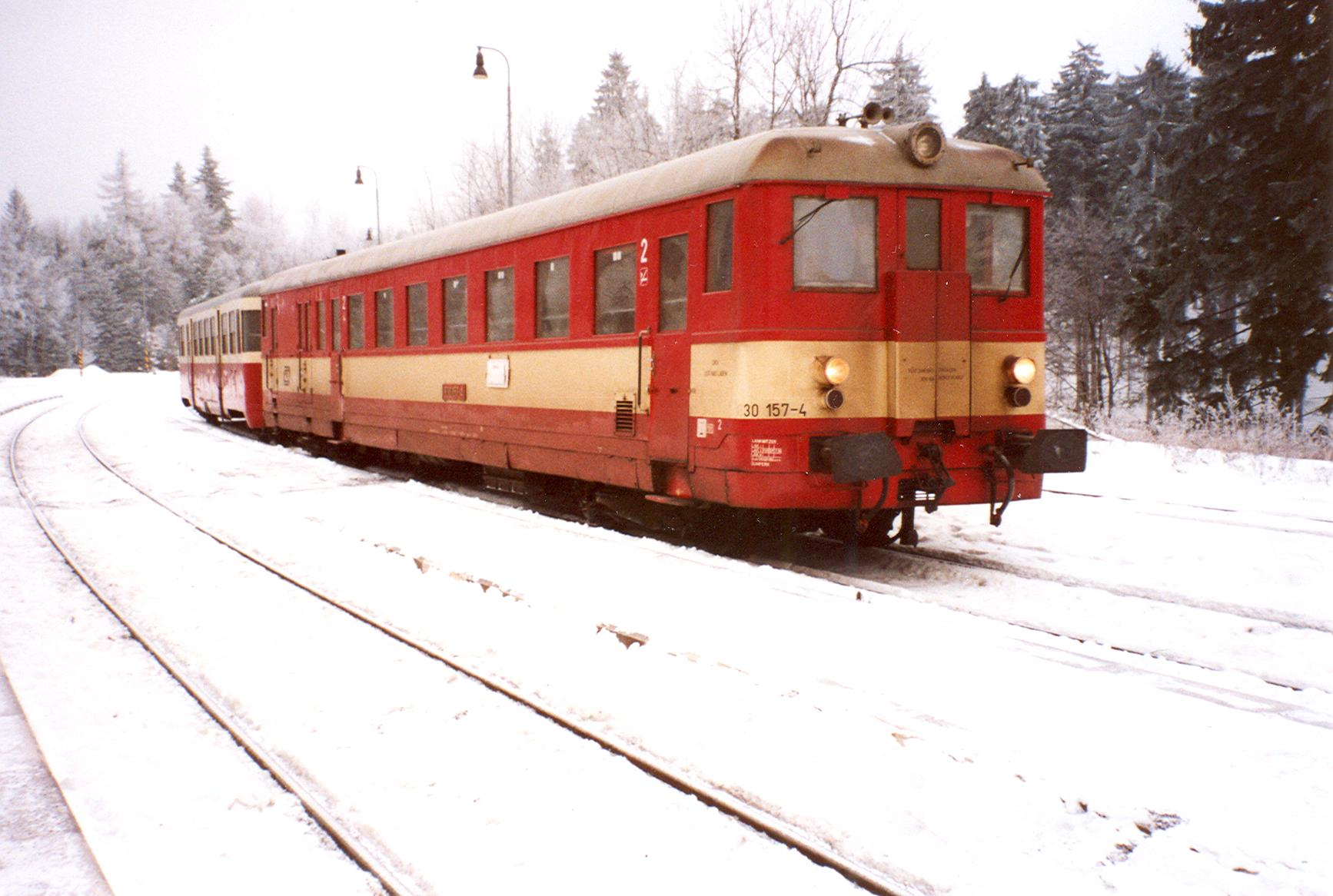
ČSD-Baureihe M 262.0 (Jedlová; 2003)

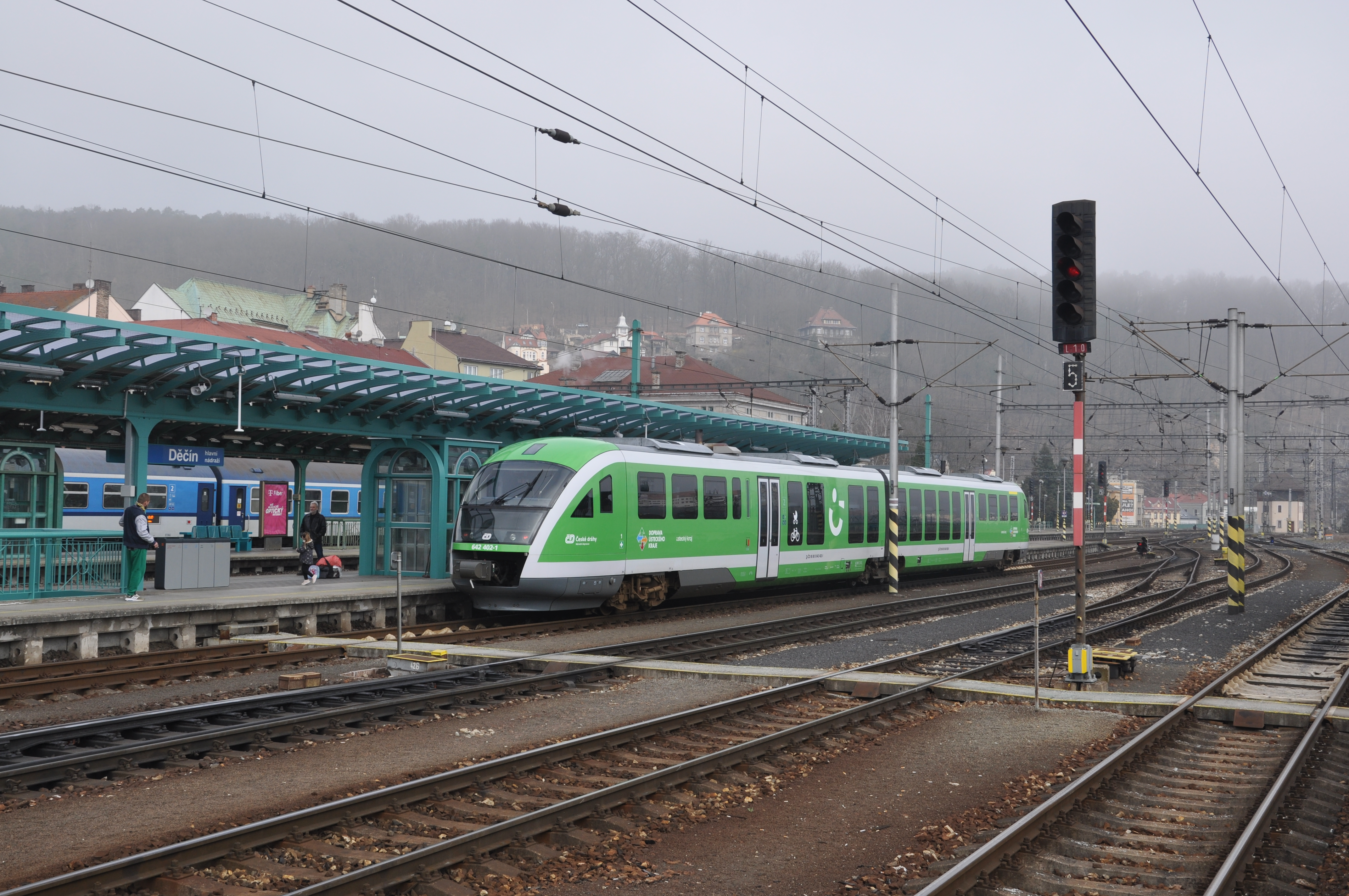
ČD-Baureihe 642 (Děčín hl.n.; 2025)

Seit Herbst 2012 kamen auf der Linie U8 zwischen Děčín hlavní nádraží und Jedlová bzw. weiter bis Rumburk neue niederflurige Triebwagen der ČD-Baureihe 844 zum Einsatz. 
Seit Mai 2024 setzen die ČD Fahrzeuge des Typs Siemens Desiro Classic ein, die gebraucht von der Hessischen Landesbahn (HLB) in Deutschland übernommen wurden. Da die Fahrzeuge nicht mit den bereits zugelassenen Triebwagen der DB-Baureihe 642 baugleich waren, war ein neues Zulassungsverfahren notwendig. Von Dezember 2023 bis Mai 2024 kamen übergangsweise noch einmal alte Fahrzeuge der ČD-Baureihe 814 sowie auch lokomotivbespannte Züge ohne Barrierefreiheit zum Einsatz.